# Todd Brehe
Todd Brehe (21 de diciembre de 1968) es un deportista estadounidense que compitió en judo. Ganó dos medallas de bronce en el Campeonato Panamericano de Judo, en los años 1997 y 1998.

## Palmarés internacional
| Campeonato Panamericano | Campeonato Panamericano         | Campeonato Panamericano | Campeonato Panamericano |
| Año                     | Lugar                           | Medalla                 | Categoría               |
| ----------------------- | ------------------------------- | ----------------------- | ----------------------- |
| 1997                    | Guadalajara (México)            | Medalla de bronce       | –78 kg                  |
| 1998                    | Santo Domingo (Rep. Dominicana) | Medalla de bronce       | –81 kg                  |